# Tjurröding
Tjurröding (Salvelinus confluentus) är en fiskart som först beskrevs av George Suckley, 1859.  Tjurröding ingår i släktet Salvelinus och familjen laxfiskar. Inga underarter finns listade i Catalogue of Life.

## Utseende
I motsats till stillahavslaxar har arten ljusa punkter på mörk bakgrund medan stillahavslaxar har mörka punkter på ljus grundfärg. Tjurröding saknar dessutom tänder i överkäken. Utanför lektiden har arten en olivgrå till blågrå grundfärg på ryggen som blir silveraktig fram till kroppens sidor. Punkterna har en röd, orange eller gul färg och några exemplar har alla variationer samtidig. Ett annat kännetecken är vita kanter på framsidan av bukfenan och analfenan.
Under lektiden ändras hanens grundfärg på undersidan till intensiv orange eller röd. Honorna blir däremot mer gråaktig eller silverfärgad. Exemplar som lever i vattendrag blir vanligen upp till 4 kg tunga och individer i stående vattenansamlingar kan väga 9 kg. I genomsnitt blir tjurröding 63 cm lång. De största individerna hade en längd av 103 cm och en vikt av 14,5 kg.

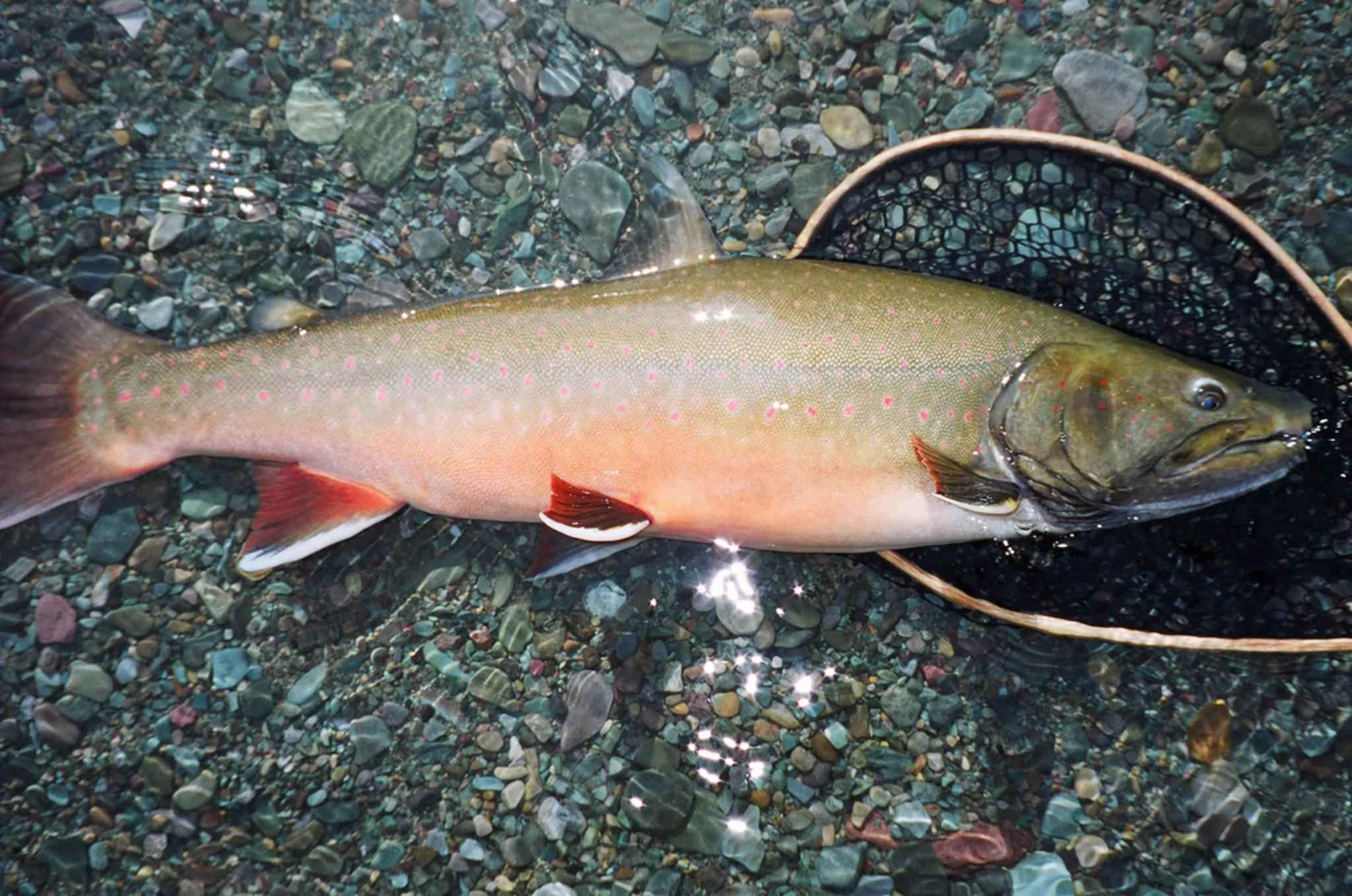
Hane under lektiden
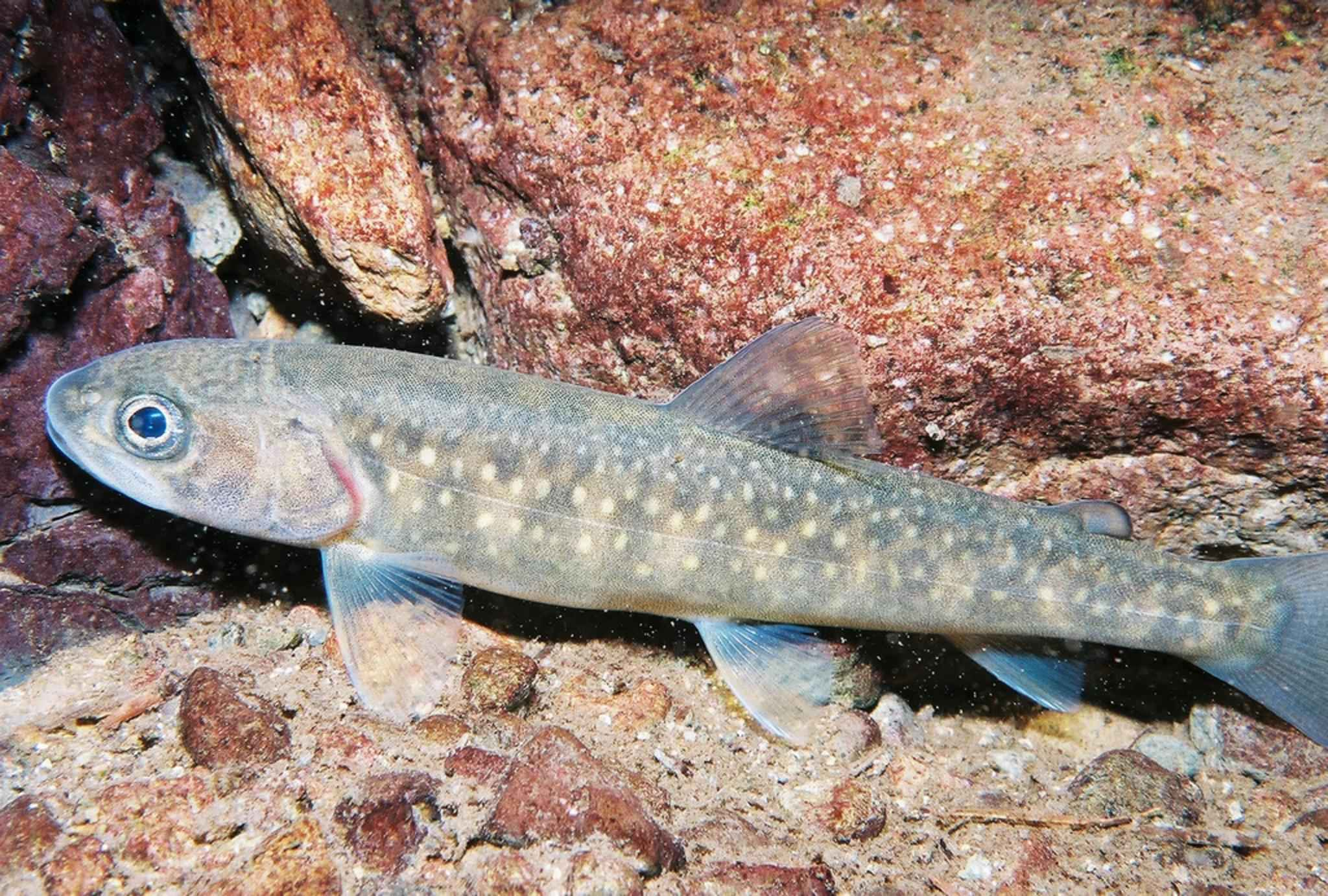
Ungdjur

## Utbredning
Arten förekommer i västra Nordamerika. Utbredningsområdet sträcker sig från regionen sydväst om Stora Björnsjön i Kanada över British Columbia och sydvästra Alberta till delstaterna Washington, Montana, Idaho och Oregon i USA. En liten population når norra Nevada. I norra Kalifornien och i några floder i södra delen av utbredningsområdet är arten utdöd.
Tjurröding lever främst i medelstora till stora floder. Den hittas även i insjöar och i uppdämda vattenreservoar. Arten föredrar ofta kalla och djupa ställen i insjöar.

## Ekologi
Efter parningen lägger honan sina ägg under hösten. Embryot har en snabb utveckling i början men tillväxten avtar under vintern. Efter 100 till 120 dagar kläcks äggen under våren men den nykläckta fisken är fortfarande kopplad till gulesäcken. Individen börjar steg för steg med fast föda som utgörs av olika vattenlevande ryggradslösa djur. Ungefär 200 till 230 dagar är gulesäcken helt förbrukad och ungen letar efter en lämplig plats för sommaren. Tjurröding har vid tillfället utvecklad alla organ och fenor. När könskörtlarna har fått sin funktion kan individen para sig. Könsmognaden infaller efter fyra till tio år. Gamla exemplar ökar inte i storlek.
Före hösten vandrar exemplar som vistades under sommaren i insjöar uppför floder. Även individer från vattendrag kan vandra till andra vattendrag. Tjurröding når platsen för äggläggningen oftast mellan slutet av augusti och början av september men äggläggning är även över hela oktober dokumenterad. Honan skapar en större grop i vattendragets botten och lägger där cirka 5 000 ägg som sedan befruktas av hanen. Hos stora honor registrerades upp till 12 000 ägg. Ofta befruktas äggen av en enda hane men är inte helt monogam.
Enligt uppskattningar lever arten ungefär 10 till 12 år. Troligtvis blir individer i insjöar äldre.
Full utvecklade ungdjur kompletterar födan av ryggradslösa djur med små andra fiskar. Könsmogna exemplar äter nästan uteslutande fiskar som Prosopium williamsoni, arter av överfamiljen Cottoidea där bland annat simpor ingår, vissa abborrfiskar och andra laxfiskar.
Ungar kan falla offer för olika fåglar. I några insjöar där tjurröding levde introducerades kanadaröding som jagade alla exemplar av tjurröding. IUCN kategoriserar arten globalt som sårbar.

## Kommentar
1. ↑  Enligt IUCN:s utbredningskarta